# Georgios Kondylis
Georgios Kondylis, grški general, * 1879, † 1936.